# Parallé
Parallé es una localidad uruguaya del departamento de Rocha. La localidad forma parte de una extensa zona rural y cuenta con un patrimonio cultural, histórico y natural de interés. Forma parte de un circuito turístico a lo largo de la ruta 15, que abarca la zona de Las Espinas de Don Carlos Chico, donde se encuentra la Escuela 26, pasando por Punta de Don Carlos, donde se ubica la Escuela 16, hasta el arroyo India Muerta. 

## Servicios
La localidad cuenta con una escuela rural, la Escuela N° 42, de educación primaria. Antiguamente, la escuela funcionaba como escuela granja, donde los niños aprendían a realizar diversas tareas propias del medio rural. Existen proyectos de ley para nombrarla como José González Sena, el maestro director de la escuela cuando esta aún funcionaba como escuela granja.  
En la actualidad, la escuela cuenta con un museo escolar, inaugurado el 26 de mayo del 2017 e instalado a partir de una pequeña donación de ejemplares de animales taxidermizados donados por el Colegio Larrañaga de Rocha. El museo es el primer museo escolar del departamento de Rocha, creado gracias al trabajo coordinado entre la dirección de la escuela, el agrupamiento de escuelas rurales "Las Pitangueras", y la Dirección de Museos de Rocha, dependiente de la Dirección de Cultura de la Intendencia Departamental.
Parallé intenta transformarse en un "pueblo turístico con encanto" donde se puedan realizar actividades en espacios naturales como paseos por monte nativo, observación de cielos oscuros, caminatas hacia las sierras y degustación de comida casera. Para ello se encuentra trabajando un grupo de vecinos del lugar en la elaboración de varias propuestas para ofrecer a los visitantes.  

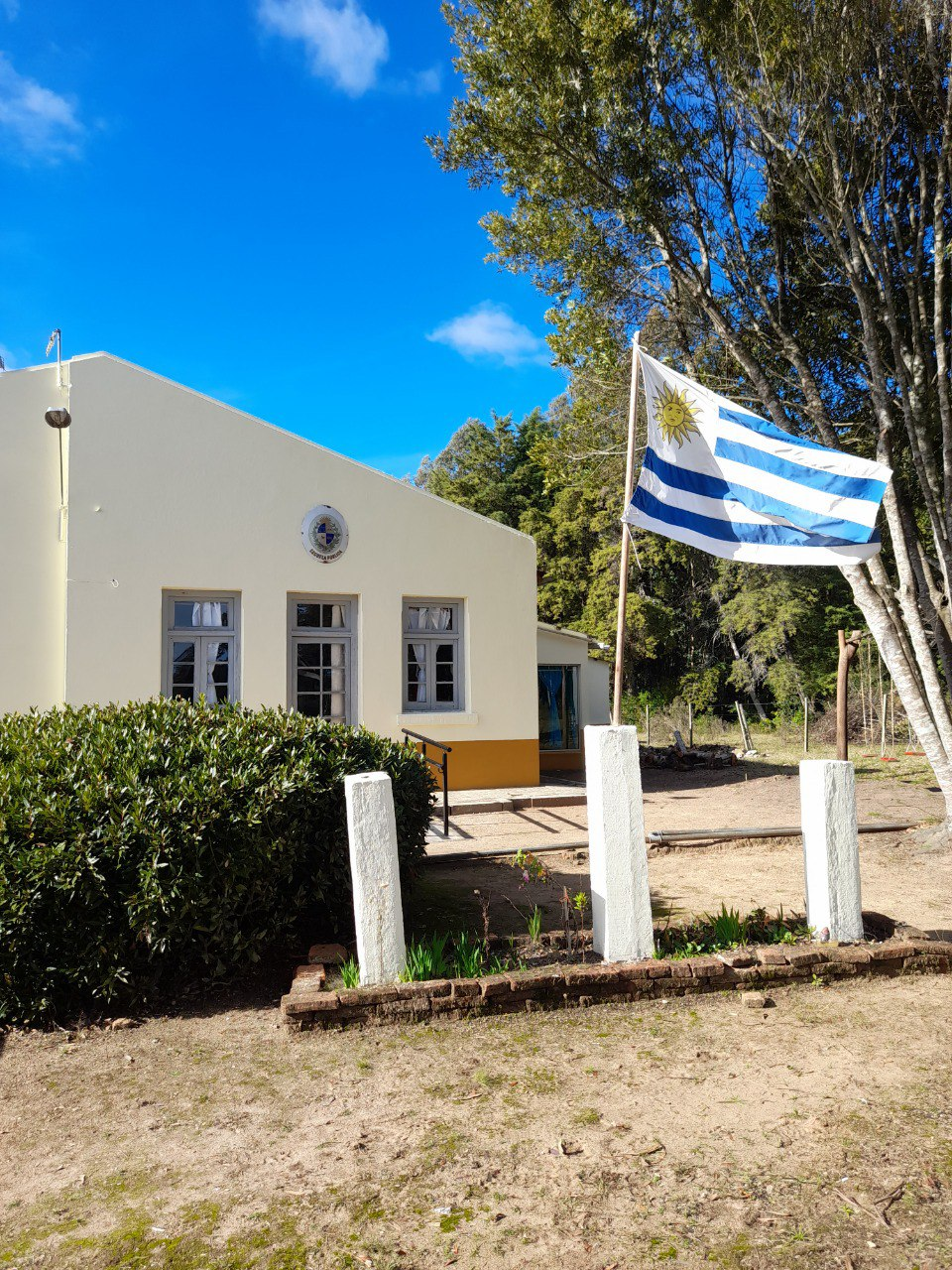
Entrada a la Escuela 42 en Parallé.

En la zona se encuentra el curso del arroyo India Muerta, y hay un camino de senderismo por los cerros que cubre unos 12 km. En las cercanías del pueblo se encuentran zonas rurales como Centinela y Sarandí de India Muerta.

## Ubicación
La localidad se encuentra situada en la zona centro-oeste del departamento de Rocha, entre la cuchilla de Spalato (al oeste) y el arroyo Casimiro (al este), y junto a la ruta 15 en el km 62.500.

## Población
Según el censo de 2011 la localidad contaba con 16 habitantes. Actualmente hay 37 pobladores permanentes.
| 100           | 74 | 142 | 34 | 35 | 16 |
| (Fuente: INE) |    |     |    |    |    |